# Mouna Dani
Pour les articles homonymes, voir Dani.
Mouna Dani, née le 14 décembre 1979, est une athlète marocaine. 

## Biographie
Mouna Dani est médaillée d'argent du lancer du marteau aux Championnats d'Afrique du Nord 2003 à Tunis, aux championnats d'Afrique 2004 à Brazzaville, aux Championnats panarabes d'athlétisme 2007 à Amman et aux Jeux panarabes de 2007 au Caire. Elle est médaillée de bronze de la discipline aux Jeux panarabes de 2004 à Alger.
Elle est sacrée championne du Maroc du lancer du marteau en 2000 et 2003.